# 東京ダイヤル
『東京ダイヤル』（とうきょうダイヤル）とは、1957年4月1日から1959年12月26日にかけて、日本のラジオ東京（KRT）で毎週月曜日から金曜日の16:20 - 17:00（終了当時は、月曜 - 土曜16:05 - 16:20。いずれも、JST）に、1971年11月1日から1973年4月13日には、後身のTBSラジオ（東京放送のラジオ部門）で毎週月曜日から金曜日の17:00 - 18:35（後に17:00 - 18:40。いずれも、JST）に生放送されていた帯番組である。生ワイド番組の草分け的存在であった。
本項では便宜上、ラジオ東京時代を第1期、TBSラジオ時代を第2期として、それぞれ記述する。

## 第1期
1955年4月にアメリカ合衆国のNBCで始まった『モニター』（Monitor）を参考に放送開始。ニュース、道路情報、『消防署だより』、生活情報、音楽、録音による当日の情報、クイズで構成。また、随時FMカーで事件の模様を生中継することもあった。初日には、ヘリコプターを飛ばし、FMカーでパトカーの動向を中継した。1958年に狩野川台風が起きたときは、ヘリ機上からの被害状況を録音で伝えた。12月には500回を達成。500回目の放送では、特集「東京24時」として東京タワーなど東京都内各所の模様を、日本劇場の踊り子・首相の岸信介・日本社会党委員長の鈴木茂三郎によるコメントを挟みながら伝えた。
進行役は、かつてニュース映画『パラマウント・ニュース』のアナウンサーを務めた竹脇昌作が担当した。しかし、1959年4月10日放送の皇太子結婚特集をもって竹脇がノイローゼのため出演を休止（重度のうつ病と診断され、その後自殺）、以後最終回までKRアナウンサーの杉山真太郎→芥川隆行が務めた。
プロデューサーは、宿谷高彦が担当。宿谷は、本番組の成功により、翌年15時台にも女性向けの生ワイド番組として『女性ジャーナル』を開始させた。
番組冒頭ではKRTのコールサイン「JOKR」をモールス信号で打電していた。当初は東京芝浦電気（東芝）が協賛スポンサーについており、その冒頭のアナウンスで「マツダランプや東芝モートルでおなじみの東芝がお送りする"東京ダイヤル"。竹脇昌作がお伝えいたします」とのアナウンスがあった。テーマ曲は『42番街』。
本番組の後継番組は、『歌謡列車東京エコー』『歌謡夕刊』『東京デイリー』の3番組と、ドライバー向けの番組として17時台に新設された『ミュージック・ハイウェイ』（放送期間：1960年1月4日 - 1960年11月12日、放送日時：月曜 - 土曜17:10 - 18:00、出演者：杉山真太郎・今井登茂子）。
この当時の音源については、一部『TBS50年史』DVD-ROM『ハイブリッド検索編』に収録された動画の中で、モノクロ写真数点とともに紹介されている。

## 第2期
第2期のパーソナリティは弁護士の円山雅也であったほか、アシスタントとしてTBSアナウンサーの高階玲子が出演していた。このほか、「ホルモン野郎」として菊地しげるが出演していた。当時TBSラジオが発行していた番組編成表では「新しいイブニングライフをお届けする」をキャッチフレーズを使用していた。
1973年4月には、円山がTBSラジオから「ゴールデンマイク賞」を受賞した。
後継番組は、『おつかれさま5時です』。
『TBS50年史』DVD-ROM『ハイブリッド検索編』のラジオ番組データベースでは、第1期がリストの基礎情報掲載（放送期間・曜日・時間、出演者）に加えデータカード（ジャンル、解説文も収録）が収録されているのに対し、第2期についてはリストの基礎情報掲載のみにとどまっている。

### 第2期のタイムテーブル・内包番組
※一部を記載。提供スポンサーは、単独提供（一社提供。同一グループ内の複数社も含む）のみ記述。
1972年3月時点のタイムテーブル
- 17:00 - 18:00
  - ニュース・交通情報・ハイウェー情報・気象情報・ヘリコプター情報・TBS950情報・東名高速道路情報
  - ミュージックパトロール（提供：トヨタ自動車・トヨタディーラー[16]）
- 18:00 - 18:40
  - ニュースハイライト・野村情報（提供：野村證券）
  - ローカルニュース
  - 交通情報（提供：KKニシオ）・東名高速道路情報（提供：横浜輸送）・気象情報・ジャイアンツ情報

1972年5月時点のタイムテーブル
- 17:00 三菱ダイヤモンドハイウェイ（提供：三菱石油）
ニュース・交通情報・ハイウェー情報・気象情報・ヘリコプター情報・TBS950情報・東名高速道路情報・神奈川道路情報・ホルモン情報
- 17:30 ミュージックパトロール（提供：トヨタ自動車・トヨタディーラー[16]）
ヘリコプター情報・TBS950情報・東名高速道路情報・ハイウェー情報・ベンゴベンゴ・夕日ジャーナル
- 18:00 ニュースハイライト・野村情報
- 18:20 今日の先発投手（球場より中継）・ローカルニュース
- 18:24 交通情報（提供：クラリオン）・東名高速道路情報（提供：横浜輸送）・ハイウェー速報・気象情報
- 18:31 毒蝮のがんばれジャイアンツ

1972年10月時点のタイムテーブル
※提供スポンサーは、一社提供（単独提供。同一グループ内の複数社も含む）のみ記述。
- 17:00 三菱ダイヤモンドハイウェイ（提供：三菱石油）
ニュース・交通情報・ハイウェー情報・気象情報・ヘリコプター情報・TBS950情報・東名高速道路情報・神奈川道路情報・ホルモン情報
- 17:30 ミュージックパトロール（提供：トヨタ自動車・トヨタディーラー[16]）
ヘリコプター情報・TBS950情報・東名高速道路情報・ハイウェー情報・埼玉道路情報・千葉道路情報・ベンゴベンゴ
- 18:00 ニュースハイライト・野村情報
- 18:20 ローカルニュース・水原茂よもやま話（提供：いすゞ自動車・いすゞ関東ブロック普通車販売店各社）・交通情報（提供：クラリオン）・東名高速道路情報（提供：横浜輸送）・気象情報（提供：伊藤忠自動車）・道路情報

1973年1月8日
- 17:45 - 18:00 小沢昭一の小沢昭一的こころ（パーソナリティ：小沢昭一。提供：トヨタ自動車・トヨタディーラー[16]）が開始[17]。

## 参考資料
- TBS50年史（2002年1月、東京放送編・発行）…国立国会図書館の所蔵情報
  - 資料編
  - 付録のDVD-ROM『ハイブリッド検索編』
- TBSラジオ番組表